# لوزاروو
لوزاروو (به بلغاری: Lozarevo) یک منطقهٔ مسکونی در بلغارستان است که در استان بورگاس واقع شده‌است.